# Spearhead from Space
Spearhead from Space (Fer de lance de l'espace) est le cinquante-et-unième épisode de la première série de la série télévisée britannique de science-fiction Doctor Who, diffusé pour la première fois en quatre parties hebdomadaires du 3 janvier au 24 janvier 1970. Cet épisode, qui est le premier de la saison 7 de la première série, marque l'arrivée de Jon Pertwee dans le rôle principal et celui de Caroline John dans le rôle de Liz Shaw. Tentant un nouveau concept pour la série, l'épisode montre pour la première fois les Autons. Il s'agit aussi du premier épisode de la série tourné et diffusé en couleur.

## Accroche
Alors que la direction de UNIT fait face à une vague étrange de chutes de météorites, un homme prétendant être le Docteur est retrouvé dans un hôpital.

## Casting
- Jon Pertwee — Le Docteur
- Caroline John — Dr. Liz Shaw
- Nicholas Courtney — Brigadier Lethbridge-Stewart
- Hugh Burden — Channing
- Derek Smee — Ransome
- John Woodnutt — Hibbert
- Neil Wilson — Seeley
- Betty Bowden — Meg Seeley
- Hamilton Dyce — Général Scobie
- John Breslin — Capitaine Munro
- Clifford Cox — Sergent
- George Lee — Caporal Forbes
- Tessa Shaw — Officier d'UNIT
- Antony Webb — Dr Henderson
- Henry McCarthy — Dr Beavis
- Helen Dorward — L'infirmière
- Allan Mitchell — Wagstaffe
- Talfryn Thomas — Mullins
- Prentis Hancock — 2e Journaliste
- Ellis Jones — Le technicien
- Edmund Bailey — L'assistant du musée

## Résumé
Forcé par les Seigneurs du Temps à se régénérer et à être exilé sur Terre, le Docteur atterri à bord de son TARDIS et s'écroule après en avoir franchi la porte. Il est emmené à l'hôpital d'Ashbridge à Epping, mais son anatomie inhabituelle stupéfie les médecins.
Au moment de son arrivée, une vague de météorites tombe sur la campagne anglaise depuis 6 mois et un braconnier découvre un étrange polyèdre de plastique sur les lieux d'un des crashs. Le chef de UNIT, le Brigadier Lethbridge-Stewart tente alors de recruter le Dr Elizabeth Liz Shaw afin de servir de conseillère scientifique dans cette affaire de météorites. Shaw se montre toutefois sceptique lorsque le Brigadier lui parle d'invasion d'extra-terrestres et n'aime pas être déplacé hors de son laboratoire de Cambridge. Le Brigadier entend aussi parler d'un homme étrange dans un hôpital que l'on aurait retrouvé non loin des sites de crash. Seulement, celui-ci ne ressemble pas du tout physiquement au Docteur tel qu'il l'a rencontré par deux fois dans le passé et il ne lui accorde pas d'importance.
Les différents polyèdres de plastique sont en réalité les fragments d'une entité extra-terrestre du nom de la Conscience Nestene. Bien que sans corps, elle possède une affinité avec le plastique et est capable d'animer des humanoïdes de plastiques connus sous le nom d'Autons. La conscience a pris la tête d'une fabrique de jouets en plastiques à Epping et tente de remplacer les membres du gouvernements par des répliques autons. Les humains à la direction de la fabrique ont été replacés par leurs sosies Autons, à l'exception d'un employé, Ransome, parti 6 mois aux USA. Enquêtant autour de l'usine, il va se retrouver poursuivis par des Autons moins formés et semblables à des mannequins de plastiques. Ceux-ci tentent de trouver les polyèdres possédés par UNIT et par le braconnier.
Après s'être fait attaquer par des Autons et s'être échappé en fauteuil roulant, le Docteur parvient à voler des vêtements et une voiture et à atteindre la base d'UNIT où se trouve le TARDIS. Il s'aperçoit que son vaisseau est bloqué par les seigneurs du temps sur Terre et il parvient à convaincre le brigadier qu'il est le même homme qui par le passé l'a aidé à vaincre la Grande Intelligence et les Cybermen. Avec l'aide de Liz, il découvre le plan de la conscience Nestene, au moment où celle-ci se met à réveiller des Autons un peu partout en Angleterre et que ceux-ci se mettent à tuer des innocents. Le Docteur crée un appareil à électrochoc qu'il pense suffisant pour arrêter les Autons.
UNIT décide de s'attaquer à l'usine, mais les Autons sont insensibles aux balles. À l'intérieur, le Docteur et Liz rencontrent Channing. Il vient de créer une créature semblable à une pieuvre géante pour que celle-ci puisse parfaire l'invasion de la Terre par la conscience Nestene. Avec l'aide de Liz utilise sa machine pour tuer au moment où celle-ci s'empare du Docteur. La conscience morte, les Autons se désactivent tous.
Le Brigadier a peur du retour des Nestenes et demande que le Docteur l'aide. Celui-ci accepte de rejoindre UNIT à condition qu'on puisse l'aider à réparer son TARDIS et qu'il puisse garder la voiture qu'il a emprunté. Afin de l'aider, Liz devient son assistante.

## Continuité
- On ne voit pas la régénération du Docteur entre le second et le troisième Docteur. Celle-ci obtiendra finalement son nom définitif dans « Planet of the Spiders ».
- L'exil du Docteur sur Terre commence à partir de cet épisode et durerait le temps de trois saisons, le TARDIS étant stocké dans le QG Londonien d'UNIT.
- C'est la première fois de la série que l'on explique que les Seigneurs du Temps ont deux cœurs[1]. Une anomalie qui entre en contradiction avec ce que l'on sait de lui dans The Wheel in Space et dans « The Edge of Destruction ». De plus, on apprend que leur sang n'est pas humain et que leur cœur réagit à 10 battements par minute.
- Le Docteur affirme qu'il peut dialoguer avec ses sourcils selon le langage de la planète Delphon.
- Lorsque Liz Shaw demande au Docteur quelle est sa spécialité, il répond "à peu près tout." Il aura exactement la même réponse dans « Utopia ».
- Alors que le Docteur prend sa douche, on peut voir un tatouage de cobra. (Que Pertwee porte depuis son engagement dans la Navy.) Ce tatouage ne réapparaîtrait jamais dans la série et ne serait jamais expliqué. Les fans de la série ont théorisé qu'il s'agissait là d'une marque des Seigneurs du Temps pour montrer que le Docteur est un criminel[2].
- Le Docteur vole une voiture du même modèle que Bessie sur le parking de l'hôpital sur lequel est inscrit "réservé aux docteurs."
- Le Docteur dit au Brigadier que son nom est "John Smith", un alias déjà utilisé dans « The Wheel in Space. »[3]
- Les Autons réapparaitront dans « Terror of the Autons » (1971), « Rose » (2005) et « La Pandorica s'ouvre » (2010). On peut les voir brièvement dans « L.I.N.D.A ».

## Production

### Scénarisation
Cet épisode marque un tournant pour la série, décidé un an plus tôt par Derrick Sherwin alors qu'il commençait à envisager le poste de producteur de la nouvelle série. Celui-ci sentait que la série devait prendre une nouvelle voie, notamment lorsqu'il eu la confirmation que Patrick Troughton arrêterait la série après la saison 6 et que Nicholas Courtney était intéressé à l'idée de jouer un rôle régulier dans Doctor Who. De plus le succès de « The Web of Fear » et de « The Invasion » confirmaient qu'il y avait une audience pour des histoires de Doctor Who se déroulant dans un milieu contemporain.
Les nouvelles bases furent posées par les producteurs Peter Bryant et Derrick Sherwin au début de l'année 1969 : le Docteur serait dorénavant en exil sur Terre dans une époque contemporaine ou un futur peu lointain et travaillerait de concert avec l'agence UNIT. Avec le départ de Jamie et Zoe, une nouvelle compagne pour le Docteur fut esquissée par Sherwin avec l'aide du script-éditor (responsable des scénarios) Terrance Dicks. Cette nouvelle femme devait être intelligente et plus mature que les jeunes filles accompagnant le Docteur depuis le départ de Susan, afin de pouvoir l'aider dans ses expériences scientifiques. Le personnage du Dr. Liz Shaw fut établi après avoir longtemps été décrit sous le nom de "Liz Shore."
Le 12 février 1969, Terrance Dicks demanda au scénariste Robert Holmes de lui écrire un scénario, nommé "fac-similé" et mettant en scène une tentative d'invasion de la Terre. Holmes s'inspira des technologies plastiques, de plus en plus utilisée dans l'industrie, pour écrire son scénario. Il fut officiellement bouclé le 3 juin 1969. Celui-ci connaîtra de nombreux remaniements par la suite. Ainsi à l'origine, le Docteur devait être enlevé afin d'être interrogé et devait s'échapper en feignant l'inconscience, et les Autons devaient être tués par un son à haute fréquence envoyé par les différentes radios d'Angleterre. Le nom de Liz Shaw fut définitivement établi. Le titre définitif de "Spearhead from Space" ne fut finalement établi que vers le mois de septembre.

### Casting
Le choix du nouvel acteur chargé d'incarner le Docteur se portait initialement sur Ron Moody dont le rôle de Fagin dans le film Oliver ! correspondait au Docteur que Bryant et Sherwin voulaient établir, mais celui-ci déclina. Un acteur de soap opera, Stratford Johns, fut évoqué. Finalement, Peter Bryant fut contacté par Richard Stone, l'agent de Jon Pertwee, alors populaire pour avoir joué dans la série radiophonique "The Navy Lark." De plus, l'ex-femme de Pertwee, Jean Marsh était déjà apparue dans deux épisodes de Doctor Who, « The Crusade » et « The Daleks' Master Plan. » Pertwee signa le contrat pour jouer le Docteur durant la saison 7, le 21 mai 1969.
Pour jouer le Docteur, Pertwee eut pour instruction de ne pas en faire trop et de rester lui-même tel qu'il était dans la vraie vie. De même, la costumière Christine Rawlins s'inspira du costume que portait Pertwee à la conférence de presse de présentation de la nouvelle saison, le 7 juin 1969, pour établir les nouveaux habits du Docteur, plus dandys que fantaisistes.
Le nom de Caroline John fut soumis à Sherwin et Bryant en juillet 1969 pour le rôle de Liz Shaw. Celle-ci faisait carrière dans les séries télé depuis des années. Son nouveau rôle fut annoncé à la presse le 10 septembre 1969.
Talfryn Thomas joua le rôle de Dave dans l'épisode « The Green Death ».

### Post-production
La BBC prit la décision d'émettre en couleurs à partir de novembre 1969. Il fut décidé que la saison 7 de Doctor Who serait la première à être diffusée en couleurs. Il fut aussi décidé de réduire le nombre d'épisode par saison drastiquement, afin que la série soit diffusée sur 6 mois (et non plus 9 comme auparavant), la production éreintante de la série étant la principale raison du départ de Patrick Troughton. Il fut décidé également que les nouvelles saisons de la série ne débuteraient plus à l'automne, comme les années précédentes, mais au début de l'année.
Avec l'arrivée de la couleur, un nouveau générique fut créé par Bernard Lodge, déjà créateur des deux premiers génériques. Celui-ci est constitué de losanges concentriques psychédéliques qui changent de couleur suivant des sortes de vagues, avant de se transformer en spirale. Le visage du Docteur apparaît avant le titre. À l'origine, Jon Pertwee devait rejeter sa cape face à l'écran mais cette idée fut abandonnée. Un générique de fin fut créé aussi, au lieu d'avoir un simple déroulement de crédits sur fond noirs comme précédemment.

### Tournage
Le réalisateur engagé pour cet épisode fut Derek Martinus, qui avait précédemment filmé l'épisode « The Ice Warriors » deux ans auparavant, malgré le souhait de ne plus travailler pour Doctor Who. Ce sera son dernier tournage pour la série.
Les premiers plans de la série furent tournés le 13 septembre 1969 à Favourite Doll Factory, une véritable fabrique de poupée dans le quartier d'Holloway à Londres. Le tournage des plans en extérieur débuta le 14 septembre 1969 dans le quartier d'Ealing, puis le 15 au Jardin botanique de Wisley, dans le Surrey, afin de simuler les jardins de l'hôpital.
Le tournage en studio devait le 13 octobre 1969 et chaque partie devaient être enregistrées tous les lundis au Studio 4 du Centre Televisuel de la BBC, mais des remous à la BBC empêchèrent le travail de s'exécuter. L'épisode fut enregistré entièrement sur films au lieu d'être enregistré sur cassettes vidéo (il s'agira du seul épisode de la série à être enregistré de cette façon). Le tournage eu lieu à l'Engineering Training Centre de la BBC, à partir du 8 octobre 1969, sauf les parties se situant dans la maison de Seeley (enregistrées dans un cottage de Radford dans le Worcestershire) les scènes dans la tente de l'armée (enregistrées dans les studios de Van Arden à Londres) les scènes de maquettes ainsi que la confrontation entre le Docteur et la créature (filmées dans les studios d'Ealing de la BBC) et la visite du musée de Madame Tussauds filmée dans le musée lui-même. Caroline John révélera d'ailleurs en interview que le lieu lui filait la chair de poule et qu'elle n'a pas eu de mal à avoir une mine effrayée. De plus, certaines scènes furent tournées dans un bunker de la BBC creusé en cas de troisième guerre mondiale (l'équipe de tournage dut signer un papier les obligeant à se taire sur l'emplacement de ce bunker).
Au moment du tournage de la série, la BBC décida de muter Peter Bryant et Derrick Sherwin à la coproduction d'une série anglo-allemande, Paul Temple, et la production fut confiée en catastrophe au réalisateur Barry Letts qui avait eu en charge autrefois l'épisode « The Enemy of the World »

## Diffusion et Réception
| Épisode | Date de diffusion | Durée | Téléspectateurs en millions | Archives           |
| --- | ----------------- | ----- | --------------------------- | ------------------ |
| Épisode 1 | 3 janvier 1970    | 23:38 | 8,4                         | Film 16 mm couleur |
| Épisode 2 | 10 janvier 1970   | 24:21 | 8,1                         | Film 16 mm couleur |
| Épisode 3 | 17 janvier 1970   | 24:16 | 8,3                         | Film 16 mm couleur |
| Épisode 4 | 24 janvier 1970   | 24:47 | 8,4                         | Film 16 mm couleur |
| Diffusé en quatre parties du 3 janvier au 24 janvier 1970, l'épisode fit un plutôt bon score pour le retour de la série. |                   |       |                             |                    |

L'épisode est plutôt bien accepté par les spectateurs qui y voient un renouveau intéressant de Doctor Who et trouvent le ton, plus adulte, intéressant. La scène où les Autons sortent des vitrines et tuent des passants au hasard fut longtemps considéré comme l'une des plus effrayante que la série ait connue et fut qualifiée de l'expression "behind the sofa" (litt. "derrière le canapé"), qui catégorisait les spectateurs, surtout les jeunes enfants, à la fois fans de la série et terrorisés par les monstres.
Le 17 janvier 1970, la diffusion des aventures du Docteur en comic reprit sa parution dans le magazine "TV Comics." Ces comics en plusieurs parties racontaient des histoires indépendantes des épisodes de la série. Le Docteur y abordait pour la première fois l'apparence de Jon Pertwee, n'était accompagné momentanément que du Brigadier et vivait ses aventures sur Terre.
L'épisode fut rediffusé en un seul bout en juillet 1971 et en 1999. De plus, il fut diffusé le 31 mars 2013 aux USA pour fêter les 50 ans de la série et représenter "l'ère Pertwee".

### Critique moderne
Dans Doctor Who : The Television Companion (1998), David J. Howe et Stephen James Walker saluent cet épisode comme étant fondateur de la nouvelle tonalité de Doctor Who et comme étant celui des "premières fois".
Selon Patrick Mulkern de Radio Times, cet épisode est une "entrée extraordinaire pour le nouveau Docteur" et marque une très bonne performance de Nicholas Courtney. Pour lui, le seul point désolant de l'épisode est la représentation de la conscience Nestene et le combat final avec la créature, très surjoué. Christopher Bahn du site A.V. Club trouve quant à lui que les Autons sont assez secondaires dans cet épisode dont le but principal est d'introduire le nouveau casting et les nouveaux enjeux, même si cela amène de nombreux moments excitants. Il dénote toutefois un long remplissage avant que l'épisode ne rentre vraiment en action. Le critique d'IGN, Arnold T. Blumburg mit 9/10 à l'épisode lors de sa ressortit en DVD, estimant qu'il s'agit là d'une "complète cure de jouvence de la série qui se regarde comme un film à part entière." James Peaty de "Den of Geek's" explique qu'il s'agit "du meilleur épisode d'introduction d'un "nouveau Docteur" dans la série avec « Le Prisonnier zéro » et loue le jeu de Nicholas Courtney et de Caroline Johns qui permettent d'oublier que le Docteur est à peine présent durant la première partie.
Lors de la sortie de l'épisode en 2002, le critique du site "DVD Talk" J. Doyle Wallis mettra 3/5 pour cet épisode possédant un bon méchant mais ne faisant pas vraiment jouer le Docteur malgré son côté "épisode d'introduction". Néanmoins, sur le même site, Ian Jane donne une note de 4/5 pour la prestation de Jon Pertwee, l'ambiance et l'écriture de l'épisode. En 2011 la ressortie de l'épisode avec « Terror of the Autons » donna lieu à un article dans SFX dans lequel Ian Berriman critique le côté irritant du personnage de Liz et se moque du combat final du Docteur contre les tentacules.
En 2009, le magazine SFX classa la scène où les Autons envahissent la ville comme l'un des seconds moments les plus effrayants de Doctor Who après l'attaque des Anges dans « Les Anges pleureurs » . L'épisode est aussi noté par le même magazine, dans le top 25 des moments les plus stupides de la série pour le combat entre le Docteur et le tentacule de la Conscience Nestene. En 2013, Ben Lawrence du The Daily Telegraph met l'épisode dans son Top 10 des meilleurs épisodes de Doctor Who ayant un cadre contemporain.

## Novélisation
L'épisode fut novélisé sous le titre de "Doctor Who and The Auton Invasion" ("Doctor Who et l'invasion des Autons") par Terrance Dicks, et sortit en janvier 1974 sous le numéro 6 de la collection Doctor Who des éditions Target Book. La couverture est dessinée par Chris Achilleos. Ce roman fut traduit en néerlandais la même année sous le titre "Doctor Who en de Invasie van de Autonen", en turc en juin 1975 sous le titre "Doktor Kim Ve Otonlar", en finnois (en 1976 alors qu'aucune transmission de Doctor Who n'était faites en Finlande) sous le titre "Tohtori Kuka Ja Autonien Hyökkäys", en japonais le 15 juillet 1980 dans la collection nommée Dokutaa Huu Shiriizu et sous le titre "Osoru Beki Saishyuu Heiki!" ("Prenez peur de leur arme ultime") et dans une version portugaise en 1983 sous le titre "Doutor Who E A Arma Total." Ce roman fut traduit en finnois (Tohtori KUKA ja autonien hyökkäy) à une époque où aucune transmission de Doctor Who ne fut jamais faite en Finlande.

## Édition VHS, CD, DVD et Blu-Ray
L'épisode n'a jamais été édité en français, mais a connu plusieurs éditions au Royaume-Uni, États-Unis et au Canada.
- L'épisode est sorti en 1988 dans un coffret double VHS, avec une ressortie en 1995 dans une version "remonté" amputant les génériques entre les différentes parties.
- Le 29 janvier 2001, l'épisode ressorti en DVD et fut réédité dans une version remasterisée en juillet 2007. L'épisode s'est aussi retrouvé en mai 2011 dans un coffret édition spéciale contenant aussi « Terror of the Autons ». Sur certaines versions, la chanson de Fleetwood Mac « Oh Well Part One » entendue en arrière-plan a été supprimée pour des raisons de droits.
- Un lecteur audio de la novélisation, lu par Caroline John sorti en 4 CD en juin 2008.
- Les quatre épisodes sont disponibles à la vente sur Itunes.
- Une édition Blu-Ray est sortie le 15 juillet 2013